# Theodor Scheerer
Carl Johann August Theodor Scheerer (* 28. August 1813 in Berlin; † 19. Juli 1875 in Dresden) war ein deutscher Chemiker, Geologe und Mineraloge.

## Leben
Von 1826 bis 1829 besuchte Scheerer in Berlin die Gewerbeschule. 1830 begann er ein Studium an der Bergakademie Freiberg, das er 1832 an der Universität zu Berlin fortsetzte. 1833 nahm er eine Stelle als Hüttenchemiker im Blaufarbenwerk Modum (Norwegen) an, wo er zum Hüttenmeister aufstieg. Im Jahr 1839 ging er nach Berlin zurück und erwarb den Titel Dr. phil., danach ging er auf Reisen und hielt sich u. a. auch in Freiberg auf. 1841 wurde er an der Universität Christiania zum Lektor für Metallurgie, metallurgischen Technologie und Probierkunst berufen. Er befasste sich mit Mineralanalysen und beschrieb erstmals u. a. den Euxenit (1840) und den Wöhlerit (1843).
1847 kehrte er an die Bergakademie Freiberg zurück, wo er ein Jahr später Professor für Chemie wurde. Er hielt Vorlesungen über Praktische und Analytische Chemie, sowie (ab 1856) über Theoretische Chemie und Eisenhüttenkunde. Im Jahr 1862 wurde er zum Bergrat ernannt. 1853 wurde er zum korrespondierenden Mitglied der Göttinger Akademie der Wissenschaften gewählt. Seit 1855 war er ordentliches Mitglied der Königlich Sächsischen Gesellschaft der Wissenschaften. 1862 wurde er zum auswärtigen Mitglied der Bayerischen Akademie der Wissenschaften gewählt. 1863 wurde er in die Deutsche Akademie der Naturforscher Leopoldina aufgenommen.
Theodor Scheerer fesselte sein Publikum in seinen Vorlesungen „durch genialen Humor“ und war neben seinem wissenschaftlichen Wirken auch dichterisch tätig. Er verfasste beispielsweise das Epos Stauf und das zum 100-jährigen Jubiläum der Bergakademie herausgegebene Verswerk Akademische Bilder aus dem alten Freiberg.
Aufgrund eines Augenleidens trat er 1873 in den Ruhestand und zog nach Dresden, wo er am 19. Juli 1875 an einer Lungenentzündung starb. Clemens Winkler übernahm Scheerers Nachfolge an der Bergakademie.

## Werke (Auswahl)
- Über den Euxenit, eine neue Mineralspecies. In: Annalen der Physik und Chemie. 50/1840, S. 149–153  Digitalisat

- Ueber den Wöhlerit, eine neue Mineralspecies. In: Annalen der Physik und Chemie. Band 59, 1843, S. 327–336 Digitalisat

- Lehrbuch der Metallurgie mit besonderer Hinsicht auf chemische und physikalische Principien. 2 Bde., Friedrich Vieweg & Sohn, Braunschweig.

- - Band 1, 1848. Digitalisat

- - Band 2, 1853. Digitalisat

- Löthrohrbuch. eine Anleitung zum Gebrauch des Löthrohrs nebst Beschreibung der vorzüglichsten Löthrohregebläse. 1. Auflage, Friedrich Vieweg & Sohn, Braunschweig 1851. Digitalisat

- Einige Bemerkungen über Oligoklas und die Feldspath-Familie im Allgemeinen. Vieweg Braunschweig, 1853, Digitalisat

- Der Paramorphismus und seine Bedeutung in der Chemie, Mineralogie und Geologie. Friedrich Vieweg & Sohn, Braunschweig 1854. Digitalisat

- Bemerkungen und Beobachtungen über Afterkrystalle. Vieweg, Braunschweig, 1857 Digitalisat

- Löthrohrbuch. Eine Anleitung zum Gebrauch des Löthrohrs, sowie zum Studium des Verhaltens der Metallonyde, der Metalle und der Mineralien vor dem Löthrohre nebst Beschreibung der vorzüglichsten Löthrohrgebläse. 2. vermehrte Auflage, Friedrich Vieweg & Sohn, Braunschweig 1857.

- Über den Astrophyllit und sein Verhältniss zu Augit und Glimmer im Zirkonsyenit, nebst Bemerkungen über die plutonische Entstehung solcher Gebilde. Schade, Berlin, 1864 Digitalisat

- Vorläufiger Bericht über krystallinische Silikatgesteine des Fassathales und benachbarter Gegenden Südtyrols. Schweizerbart, Stuttgart, 1866 Digitalisat

- Das Bergmännische Studium. In: Festschrift zum hundertjährigen Jubiläum der Königl. Sächs. Bergakademie zu Freiberg am 30. Juli 1866. Bergakademie Freiberg, 1866, S. 89–138 Digitalisat

- Ueber die chemische Constitution der Plutonite. In: Festschrift zum hundertjährigen Jubiläum der Königl. Sächs. Bergakademie zu Freiberg am 30. Juli 1866. Bergakademie Freiberg, 1866, S. 158–203 Digitalisat